# Fédération Internationale de l’Automobile
Fédération Internationale de l’Automobile, skrót FIA, pol. Międzynarodowa Federacja Samochodowa – międzynarodowa organizacja pozarządowa, zrzeszająca 239 narodowych federacji sportów samochodowych.

## Historia
Federacja została założona 20 czerwca 1904 roku jako Association Internationale des Automobile Clubs Reconnus (AIACR). Po zakończeniu II wojny światowej zmieniła nazwę na FIA – Fédération Internationale de l’Automobile. Jej siedziba mieści się przy Place de la Concorde 8 w Paryżu. Federacja zrzesza 239 krajowych organizacji z 118 krajów na całym świecie. Prezydentem FIA jest Mohammed Ben Sulayem.
W 1950 roku zorganizowano pierwsze Mistrzostwa Świata Formuły 1.
W 1973 roku FISA stworzyła serię Rajdowych Mistrzostw Świata, a Rajd Monte Carlo stał się jej pierwszą eliminacją.

## Organizowane imprezy

### Organizowane bezpośrednio przez FIA

#### Wyścigowe
- Formuła 1
- Formuła 2
- Formuła 3
- Formuła E
- Lurani Trophy
- Historyczna Formuła 1
- Masters Historic Sportscar
- Mistrzostwa Świata Endurance
- World Touring Car Cup (WTCR), do 2017 jako WTCC
- European Touring Car Championship (ETCC)
- European Truck Racing
- European Drag Racing
- Alternative Energies Cup
- Karting

#### Rajdowe
- Rajdowe mistrzostwa świata (WRC)
- African Rally Championship
- Asia Pacific Rally Championship
- CODASUR Rally Championship
- European Rally Championship
- Middle East Rally Championship
- NACAM Rally Championship
- Rally Trophy
- Historic Rally Championships
- Historic Regularities Rallies
- European Rally Trophy
- Puchar Świata w rajdach terenowych (Baja)

#### Rajdy Terenowe
- Rallycrossowe Mistrzostwa Świata
- Rallycrossowe Mistrzostwa Europy
- Mistrzostwa Europy Autocross

#### Hill Climb
- International Hill Climb Cup
- Regional Hill Climb Championship
- Hill Climb Masters
- Historical Hill Climb Championship

#### Speed Records
- World Land Speed Records

### Wspierane przez FIA[1]
Wiele serii międzynarodowych, krajowych i regionalnych jest wspieranych przez FIA. Samochody w tych seriach spełniają homologację FIA.

#### Open-wheel
- Seria GP2 (istniejąca do 2017)
- Seria GP3
- Formuła 3 European Championship
- Indycar Series

#### Wyścigi Endurance
- European Le Mans Series
- Asian Le Mans Series
- American Le Mans Series

#### Wyścigi Samochodów Sportowych/Turystycznych
- Blancpain Sprint Series
- Blancpain Endurance Series
- Classic Endurance Racing
- Deutsche Tourwagewn Masters (DTM)
- GT4 European Cup
- International GT Open
- KIA Lotos Race
- Porsche Mobil 1 Supercup
- Radical European Masters
- Supercar Challenge
- Super GT Series
- V8 Supercars

#### Rallycross
- Global Rallycross Championship

## Prezydenci FIA
Źródło: oficjalna strona Fédération Internationale de l’Automobile (FIA)
| Prezydent                            | Lata urzędowania |
| ------------------------------------ | ---------------- |
| Jehan de Rohan-Chabot                | 1946–1958        |
| Hadelin de Liedekerke Beaufort       | 1958–1963        |
| Filippo Caracciolo di Castagneto     | 1963–1965        |
| Wilfrid Andrews                      | 1965–1971        |
| Amaury de Mérode                     | 1971–1975        |
| Paul Alfons von Metternich-Winneburg | 1975–1985        |
| Jean-Marie Balestre                  | 1985–1993        |
| Max Mosley                           | 1993–2009        |
| Jean Todt                            | 2009-2021        |
| Mohammed Ben Sulayem                 | od 2021          |